# Georges Ripert
Georges Ripert (La Ciotat, 1880 — Paris, 1958) foi um jurista francês, notabilizado como civilista e comercialista.
Ripert começou sua carreira como Professor na Faculdade de Direito de Paris, sucedendo ao Professor Marcel Planiol. Isso fez com que fosse posto entre os maiores civilistas, tornando-se autoridade.
Dentre outros, publicou Traité pratique du droit civil, fruto do trabalho de civilistas da Faculdade Paris, em que Ripert foi o coordenador. Esta obra contribuiu, de maneira determinante, pela renovação da dourina jurídica francesa, na área do Direito Civil.
Apesar de sua forte influência no Direito francês, bem como de sua posição de Reitor da Faculdade, era considerado por muitos como o mais anti-democrático de todo o estabelecimento, apesar de militar a favor da Aliança Republicana Democrática. Em verdade, era um conservador moderado.
No Brasil, dentre outros juristas, Orlando Gomes acolheu parte da dourina de Ripert.

## Obras
- Traité pratique du droit civil;
- Traité élémentaire de droit commercial;
- La Règle Morale dans Obligations Civils, No Brasil: A Regra Moral nas Obrigacoes Civis;
- Aspectes Juridiques du Capitalisme Moderne, no Brasil: Aspectos Jurídicos do Capitalismo Moderno;
- Le Déclin du Droit.

1. ↑  Confira em: http://www.caarme.fr/animation/expo3945//outils/bio/ripert.htm Arquivado em 17 de outubro de  2007, no Wayback Machine.